# Dan Ige
Daniel Alexander Ige (Haleiwa, Hawái, Estados Unidos, 6 de agosto de 1991) es un artista marcial mixto estadounidense que compite en la división de peso pluma de Ultimate Fighting Championship. Desde el 22 de julio de 2025, está en la posición #14 del ranking de peso pluma de UFC.

## Carrera de artes marciales mixtas

### Inicios
Comenzó su carrera con 10 peleas amateur. Compiló un récord de 8-2 antes de hacerse profesional. Comenzó su carrera profesional con un récord de 2-1. Después, consiguió 6 victorias consecutivas compitiendo para varias promociones regionales, incluida una victoria en el programa Dana White's Contender Series 3.

### Ultimate Fighting Championship

#### 2018
Ige firmó con Ultimate Fighting Championship tras conseguir una victoria en el programa Dana White's Contender Series. Se esperaba que se enfrentara a Charles Rosa el 20 de enero de 2018, en UFC 220. Sin embargo, Rosa se retiró de la pelea por una lesión de cuello. Permaneció en la cartelera y enfrentó al también debutante Julio Arce. Perdió la pelea por decisión unánime.
Ige enfrentó a Mike Santiago el 9 de junio de 2018, en UFC 225. Ganó la pelea por TKO en el primer asalto.
Ige enfrentó al Jordan Griffin el 15 de diciembre de 2018, en UFC on Fox 31. Ganó la pelea por decisión unánime.

#### 2019
Ige enfrentó a Danny Henry el 16 de marzo de 2019, en UFC Fight Night 147. Ganó la pelea por sumisión en el primer asalto. Esta victoria lo hizo merecedor de su primer premio de Actuación de la Noche.
Ige enfrentó a Kevin Aguilar el 22 de junio de 2019, en UFC Fight Night 154. Ganó la pelea por decisión unánime.

#### 2020
Ige enfrentó a Mirsad Bektić el 8 de febrero de 2020, en UFC 247. Ganó la pelea por decisión dividida.
Ige enfrentó a Edson Barboza el 16 de mayo de 2020, en UFC on ESPN 8. Ganó la pelea por una muy controversial decisión dividida. 16 de 18 medios especializados le dieron la pelea a Barboza.
Ige enfrentó a Calvin Kattar el 16 de julio de 2020, en UFC on ESPN 13. Perdió la pelea por decisión unánime.

#### 2021
Estaba programado para enfrentarse a Ryan Hall el 13 de marzo de 2021, en UFC Fight Night 187. Sin embargo, Hall se retiró de la pelea el 11 de febrero por razones no reveladas. Ige terminó enfrentando a Gavin Tucker. Ganó la pelea por KO en el primer asalto. Esta victoria lo hizo merecedor de su segundo premio de Actuación de la Noche.
Ige enfrentó a Jung Chan-sung el 19 de junio de 2021, en UFC on ESPN 25. Perdió la pelea por decisión unánime.
Ige enfrentó a Josh Emmett el 11 de diciembre de 2021, en UFC 269. Perdió la pelea por decisión unánime.

#### 2022
Ige enfrentó a Movsar Evloev el 4 de junio de 2022, en UFC Fight Night 207. Perdió la pelea por decisión unánime.

#### 2023
Ige enfrentó a Damon Jackson el 14 de enero de 2023, en UFC Fight Night 217. Ganó la pelea por KO en el segundo asalto. Esta victoria lo hizo merecedor de su tercer premio de Actuación de la Noche.
Ige enfrentó a Nate Landwehr el 10 de junio de 2023, en UFC 289. Ganó la pelea por decisión unánime.
Ige enfrentó a Bryce Mitchell el 23 de septiembre de 2023, en UFC Fight Night 228. Perdió la pelea por decisión unánime.

#### 2024
Ige estaba programado para enfrentar a Lerone Murphy el 10 de febrero de 2024, en UFC Fight Night 236. Sin embargo, Murphy se retiró de la pelea a mediados de enero por una lesión no revelada y fue reemplazado por Andre Fili. Ige ganó la pelea por KO en el primer asalto. Esta victoria lo hizo merecedor de su cuarto premio de Actuación de la Noche.
Ige, quien reemplazó a Brian Ortega con pocas horas de anticipación, enfrentó a Diego Lopes el 29 de junio de 2024 en UFC 303 en un peso pactado de 165 libras. Ige perdió la pelea por decisión unánime.
Ige está programado para enfrentar a Lerone Murphy el 26 de octubre de 2024, en UFC 308.

## Vida personal
Ige y su esposa Savannah tienen un hijo, Bam (nacido en 2021).

## Campeonatos y logros

### Artes marciales mixtas
- Ultimate Fighting Championship
  - Actuación de la Noche (Cuatro veces) vs. Danny Henry, Gavin Tucker, Damon Jackson y Andre Fili[14][27][36][44]

## Récord en artes marciales mixtas
| Récord profesional | Récord profesional | Récord profesional |
| 29 peleas          | 19 victorias       | 10 derrotas        |
| ------------------ | ------------------ | ------------------ |
| Nocaut             | 7                  | 0                  |
| Sumisión           | 5                  | 0                  |
| Decisión           | 7                  | 10                 |

| Resultado | Récord | Oponente              | Método                      | Evento                                     | Fecha                    | Ronda | Tiempo | Localización                 | Notas                                  |
| --------- | ------ | --------------------- | --------------------------- | ------------------------------------------ | ------------------------ | ----- | ------ | ---------------------------- | -------------------------------------- |
| Derrota   | 19–10  | Patrício Pitbull      | Decisión (unánime)          | UFC 318                                    | 19 de julio de 2025      | 3     | 5:00   | Nueva Orleans, Luisiana      |                                        |
| Victoria  | 19–9   | Sean Woodson          | TKO (golpes)                | UFC 314                                    | 12 de abril de 2025      | 3     | 1:12   | Miami, Florida               |                                        |
| Derrota   | 18–9   | Lerone Murphy         | Decisión (unánime)          | UFC 308                                    | 26 de octubre de 2024    | 3     | 5:00   | Abu Dabi                     |                                        |
| Derrota   | 18–8   | Diego Lopes           | Decisión (unánime)          | UFC 303                                    | 29 de junio de 2024      | 3     | 5:00   | Las Vegas, Nevada            | Pelea de peso pactado (165 lb).        |
| Victoria  | 18–7   | Andre Fili            | KO (puñetazo)               | UFC Fight Night: Hermansson vs. Pyfer      | 10 de febrero de 2024    | 1     | 2:43   | Las Vegas, Nevada            | Actuación de la Noche.                 |
| Derrota   | 17–7   | Bryce Mitchell        | Decisión (unánime)          | UFC Fight Night: Fiziev vs. Gamrot         | 23 de septiembre de 2023 | 3     | 5:00   | Las Vegas, Nevada            |                                        |
| Victoria  | 17–6   | Nate Landwehr         | Decisión (unánime)          | UFC 289                                    | 10 de junio de 2023      | 3     | 5:00   | Vancouver                    |                                        |
| Victoria  | 16-6   | Damon Jackson         | KO (puñetazo)               | UFC Fight Night: Strickland vs. Imavov     | 14 de enero de 2023      | 2     | 4:13   | Las Vegas, Nevada            | Actuación de la Noche.                 |
| Derrota   | 15-6   | Movsar Evloev         | Decisión (unánime)          | UFC Fight Night: Volkov vs. Rozenstruik    | 4 de junio de 2022       | 3     | 5:00   | Las Vegas, Nevada            |                                        |
| Derrota   | 15-5   | Josh Emmett           | Decisión (unánime)          | UFC 269                                    | 11 de diciembre de 2021  | 3     | 5:00   | Las Vegas, Nevada            |                                        |
| Derrota   | 15-4   | Jung Chan-sung        | Decisión (unánime )         | UFC on ESPN: The Korean Zombie vs. Ige     | 19 de junio de 2021      | 5     | 5:00   | Las Vegas, Nevada            |                                        |
| Victoria  | 15-3   | Gavin Tucker          | KO (puñetazo)               | UFC Fight Night: Edwards vs. Muhammad      | 13 de marzo de 2021      | 1     | 0:22   | Las Vegas, Nevada            | Actuación de la Noche.                 |
| Derrota   | 14-3   | Calvin Kattar         | Decisión (unánime)          | UFC on ESPN: Kattar vs. Ige                | 16 de julio de 2020      | 5     | 5:00   | Abu Dhabi                    |                                        |
| Victoria  | 14-2   | Edson Barboza         | Decisión (dividida)         | UFC on ESPN: Overeem vs. Harris            | 16 de mayo de 2020       | 3     | 5:00   | Jacksonville, Florida        |                                        |
| Victoria  | 13-2   | Mirsad Bektić         | Decisión (dividida)         | UFC 247                                    | 8 de febrero de 2020     | 3     | 5:00   | Houston, Texas               |                                        |
| Victoria  | 12-2   | Kevin Aguilar         | Decisión (unánime)          | UFC Fight Night: Moicano vs. Korean Zombie | 22 de junio de 2019      | 3     | 5:00   | Greenville, Carolina del Sur |                                        |
| Victoria  | 11-2   | Danny Henry           | Sumisión (rear-naked choke) | UFC Fight Night: Till vs. Masvidal         | 16 de marzo de 2019      | 1     | 1:17   | Londres                      | Actuación de la Noche.                 |
| Victoria  | 10-2   | Jordan Griffin        | Decisión (unánime)          | UFC on Fox: Lee vs. Iaquinta 2             | 15 de diciembre de 2018  | 3     | 5:00   | Milwaukee, Wisconsin         |                                        |
| Victoria  | 9-2    | Mike Santiago         | TKO (golpes)                | UFC 225                                    | 9 de junio de 2018       | 1     | 0:50   | Chicago, Illinois            |                                        |
| Derrota   | 8-2    | Julio Arce            | Decisión (unánime)          | UFC 220                                    | 20 de enero de 2018      | 3     | 5:00   | Boston, Massachusetts        |                                        |
| Victoria  | 8-1    | Luis Gómez            | Sumisión (rear-naked choke) | Dana White's Contender Series 3            | 25 de julio de 2017      | 3     | 3:23   | Las Vegas, Nevada            |                                        |
| Victoria  | 7-1    | Ronildo Augusta Brago | Decisión (unánime)          | Titan FC 44                                | 19 de mayo de 2017       | 3     | 5:00   | Pembroke Pines, Florida      |                                        |
| Victoria  | 6-1    | Fernando Padilla      | Decisión (unánime)          | Cage Fury Fighting Championships           | 25 de marzo de 2017      | 3     | 5:00   | San Diego, California        |                                        |
| Victoria  | 5-1    | Diego Pichilingue     | Sumisión (kimura)           | Legacy FC 62                               | 11 de noviembre de 2016  | 2     | 0:52   | Shawnee, Oklahoma            |                                        |
| Victoria  | 4-1    | Craig Campbell        | TKO (golpes)                | Legacy FC 57                               | 1 de julio de 2016       | 1     | 3:31   | Bossier City, Luisiana       |                                        |
| Victoria  | 3-1    | James Jones           | TKO (parada médica)         | Shogun Fights 14                           | 16 de abril de 2016      | 1     | 3:56   | Baltimore, Maryland          | Combate de peso acordado (150 libras). |
| Derrota   | 2-1    | Taichi Nakajima       | Decisión (dividida)         | Pancrase 272                               | 28 de noviembre de 2015  | 3     | 5:00   | Honolulu, Hawái              |                                        |
| Victoria  | 2-0    | Ian Millan            | Sumisión (rear-naked choke) | RFA 23                                     | 6 de febrero de 2015     | 1     | 1:51   | Costa Mesa, California       |                                        |
| Victoria  | 1-0    | Spencer Higa          | Sumisión (armbar)           | Star Elite Cage Fighting                   | 14 de junio de 2014      | 3     | 3:07   | Honolulu, Hawái              |                                        |